# 史度加足球會
史度加足球會（英語：FC Struga Trim-Lum）是一間位於北馬其頓的職業足球會，目前正在參加馬其頓甲組足球聯賽。

## 歷史
史度加足球會於2015年8月由「Trim & Lum」創立，該公司在建築和房地產領域中居於領導地位。俱樂部始於第四級聯賽，並投資現代訓練方法和專業基礎設施，顯示出他們希望在馬其頓足球界中崛起的意圖。
2016–17年賽季，球隊在第三級聯賽中名列第一，直接晉級馬其頓乙組足球聯賽。2017年11月28日，史度加打入阿爾巴尼亞獨立盃決賽，並最終憑藉點球大戰，以總比數4–1戰勝黑山的奧特蘭特奧林匹克贏得冠軍。
2023年5月7日，史度加在以3–0戰勝後確保冠軍頭銜，令其在2022–23年賽季首次贏得馬其頓甲組足球聯賽冠軍。 。2023–24年賽季，球隊成功衛冕，成為連續兩屆馬其頓足球甲級聯賽冠軍。

## 榮譽
- 馬其頓甲組足球聯賽

 冠軍 (2)：2022–23, 2023–24
- 馬其頓乙組足球聯賽

 冠軍 (1)：2018–19

## 外部連結
- 史度加足球會的Facebook專頁 （阿爾巴尼亞語）
- 馬其頓足球俱樂部資訊 （页面存档备份，存于） （英語）
- 馬其頓足球聯盟 （页面存档备份，存于） （馬其頓語）